# Temporada da Liga Eslovaca de Basquetebol de 2019–20
A Temporada da SBL de 2019–20 será a 28ª edição da competição de elite do basquetebol dos Eslováquia tendo o Inter de Bratislava como defensor do título eslovaco.

## Clubes participantes
| Clube                     | Cidade           | Arena                 |
| ------------------------- | ---------------- | --------------------- |
| 04 AC LB Spišská Nová Ves | Spišská Nová Ves |                       |
| Handlová                  | Handlová         | Športová Hala         |
| Inter Bratislava          | Bratislava       | Hant Aréna            |
| Iskra Svit                | Svit             | Iskra Aréna           |
| BKM Lučenec               | Lučenec          |                       |
| Levickí Patrioti          | Levice           | Športová Hala Levice  |
| BK Slávia Žilina          | Žilina           |                       |
| Prievidza                 | Prievidza        | Niké Aréna            |
| Rieker Com Therm Komárno  | Komárno          | Mestská športová hala |

## Temporada Regular

### Tabela de Classificação
| Pos. | Clube                     | J  | V  | D  | Casa | Fora | Pts +/Pts -      | Pts. | %    | Classificação |
| ---- | ------------------------- | -- | -- | -- | ---- | ---- | ---------------- | ---- | ---- | ------------- |
| 1    | Inter Bratislava          | 28 | 23 | 5  | 14-1 | 9-4  | 2339:1937 (+402) | 51   | 82 % | Playoffs      |
| 2    | Levickí Patrioti          | 28 | 17 | 11 | 9-4  | 8-7  | 2262:2192 (+70)  | 45   | 61 % | Playoffs      |
| 3    | BKM Lučenec               | 28 | 15 | 13 | 11-2 | 4-11 | 2253:2221 (+32)  | 43   | 54 % | Playoffs      |
| 4    | Prievidza                 | 28 | 16 | 12 | 8-5  | 8-7  | 2200:2112 (+88)  | 43   | 57 % | Playoffs      |
| 5    | Iskra Svit                | 28 | 14 | 14 | 10-4 | 4-10 | 2354:2350 (+4)   | 42   | 50 % | Playoffs      |
| 6    | BK Slávia Žilina          | 27 | 14 | 13 | 10-4 | 4-9  | 2259:2294 (-35)  | 41   | 52 % | Playoffs      |
| 7    | Handlová                  | 27 | 9  | 18 | 4-10 | 5-8  | 2212:2325 (-113) | 36   | 33 % | Playoffs      |
| 8    | 04 AC LB Spišská Nová Ves | 27 | 9  | 18 | 9-6  | 0-12 | 2200:2313 (-113) | 36   | 33 % | Playoffs      |
| 9    | Rieker Com Therm Komárno  | 27 | 7  | 20 | 6-7  | 1-13 | 2118:2453 (-335) | 34   | 26 % |               |

|  |                            |
|  | Classificados aos playoffs |

### Rodadas 1 a 16
| Casa\Visitante            | NOV   | HAN   | INT    | ISK   | LUC    | LEV     | ZIL   | PRI   | KOM    |
| ------------------------- | ----- | ----- | ------ | ----- | ------ | ------- | ----- | ----- | ------ |
| 04 AC LB Spišská Nová Ves |       | 85-87 | 70-79  | 96-87 | 85-84  | 66-72   | 94-82 | 68-84 | 119-83 |
| Handlová                  | 83-75 |       | 84-94  | 87-96 | 100-76 | 78-90   | 83-88 | 84-90 | 89-84  |
| Inter Bratislava          | 95-67 | 86-90 |        | 84-64 | 81-66  | 81-75   | 77-73 | 65-52 | 95-77  |
| Iskra Svit                | 96-74 | 90-81 | 69-106 |       | 72-74  | 92-76   | 94-85 | 85-93 | 126-68 |
| BKM Lučenec               | 79-78 | 97-80 | 87-73  | 82-85 |        | 103-100 | 98-81 | 78-67 | 83-75  |
| Levickí Patrioti          | 92-79 | 83-76 | 65-75  | 80-75 | 79-80  |         | 85-60 | 86-66 | 80-73  |
| BK Slávia Žilina          | 95-87 | 97-89 | 74-97  | 92-81 | 91-90  | 75-88   |       | 98-82 | 105-93 |
| Prievidza                 | 96-77 | 74-79 | 0-20   | 87-62 | 74-84  | 105-81  | 92-77 |       | 101-73 |
| Rieker Com Therm Komárno  | 79-73 | 75-94 | 74-97  | 89-86 | 81-77  | 64-73   | 72-77 | 70-77 |        |

### Rodadas 17 a 32
| Casa\Visitante            | NOV    | HAN    | INT   | ISK     | LUC   | LEV   | ZIL    | PRI   | KOM    |
| ------------------------- | ------ | ------ | ----- | ------- | ----- | ----- | ------ | ----- | ------ |
| 04 AC LB Spišská Nová Ves |        | 72-67  |       | 107-102 | 76-72 | 62-79 | 102-95 | 69-78 | 108-79 |
| Handlová                  | 83-75  |        |       | 102-103 | 75-73 |       | 87-93  | 75-85 | 98-101 |
| Inter Bratislava          | 93-77  | 106-61 |       | 84-73   | 93-61 | 89-66 |        | 88-75 | 88-62  |
| Iskra Svit                | 81-73  | 72-64  | 79-77 |         |       | 79-92 | 89-67  | 87-76 |        |
| Lučenec                   |        | 80-87  | 74-66 | 84-57   |       |       |        | 86-66 | 77-70  |
| Levickí Patrioti          |        | 83-61  | 77-92 | 86-82   | 84-79 |       | 87-80  | 90-93 |        |
| PP & TV Raj Žilina        | 107-82 |        | 77-75 |         | 69-72 | 73-74 |        |       | 91-74  |
| Prievidza                 |        |        | 67-83 | 87-62   | 83-71 | 70-62 | 68-71  |       | 113-77 |
| Rieker Com Therm Komárno  | 87-78  |        |       | 84-90   | 93-86 | 95-87 | 72-77  | 66-85 |        |

## Playoffs

### Confrontos
|  | Quartas-de-final | Quartas-de-final | Quartas-de-final |  |  | Semifinais | Semifinais | Semifinais |  |  | Final | Final | Final |
|  |                  |                  |                  |  |  |            |            |            |  |  |       |       |       |
|  |                  |                  |                  |  |  |            |            |            |  |  |       |       |       |
|  |                  |                  |                  |  |  |            |            |            |  |  |       |       |       |
|  |                  |                  |                  |  |  |            |            |            |  |  |       |       |       |
|  |                  |                  |                  |  |  |            |            |            |  |  |       |       |       |
|  |                  |                  |                  |  |  |            |            |            |  |  |       |       |       |
|  |                  |                  |                  |  |  |            |            |            |  |  |       |       |       |
|  |                  |                  |                  |  |  |            |            |            |  |  |       |       |       |
|  |                  |                  |                  |  |  |            |            |            |  |  |       |       |       |
|  |                  |                  |                  |  |  |            |            |            |  |  |       |       |       |
|  |                  |                  |                  |  |  |            |            |            |  |  |       |       |       |
|  |                  |                  |                  |  |  |            |            |            |  |  |       |       |       |
|  |                  |                  |                  |  |  |            |            |            |  |  |       |       |       |
|  |                  |                  |                  |  |  |            |            |            |  |  |       |       |       |
|  |                  |                  |                  |  |  |            |            |            |  |  |       |       |       |
|  |                  |                  |                  |  |  |            |            |            |  |  |       |       |       |
|  |                  |                  |                  |  |  |            |            |            |  |  |       |       |       |
|  |                  |                  |                  |  |  |            |            |            |  |  |       |       |       |
|  |                  |                  |                  |  |  |            |            |            |  |  |       |       |       |

#### Quartas de final
| Time 1 | Série | Time 2 | 1º Jogo | 2º Jogo | 3º Jogo |
| ------ | ----- | ------ | ------- | ------- | ------- |
|        | -     |        |         |         |         |
|        | -     |        |         |         |         |
|        | -     |        |         |         |         |
|        | -     |        |         |         |         |

#### Semifinal
| Time 1 | Série | Time 2 | 1º Jogo | 2º Jogo | 3º Jogo | 4º Jogo | 5º Jogo | 6º Jogo | 7º Jogo |
| ------ | ----- | ------ | ------- | ------- | ------- | ------- | ------- | ------- | ------- |
|        | -     |        |         |         |         |         |         |         |         |
|        | -     |        |         |         |         |         |         |         |         |

#### Final
| Time 1 | Série | Time 2 | 1º Jogo | 2º Jogo | 3º Jogo | 4º Jogo | 5º Jogo | 6º Jogo | 7º Jogo |
| ------ | ----- | ------ | ------- | ------- | ------- | ------- | ------- | ------- | ------- |
|        | -     |        |         |         |         |         |         |         |         |

## Campeões
| SBL 2019-20 Campeões |
| -------------------- |
| ?º Título            |

## Clubes eslovacos em competições internacionais
| Clube            | Competição        | Resultado                                                                      |
| ---------------- | ----------------- | ------------------------------------------------------------------------------ |
| Inter Bratislava | Liga dos Campeões | Eliminado na Primeira Ronda de Qualificação por Fribourg Olympic (82-67;50-89) |
| Inter Bratislava | Copa Europeia     | Eliminado na Fase de Grupos 3º no Grupo A (2v - 4d)                            |
| Levickí Patrioti | Copa Alpe Ádria   | Eliminado nas quartas de finais por BK Pardubice                               |